# Ramgarh (Bhopal)
Ramgarh fou un estat tributari protegit del tipus thakurat garantit a l'agència de Bhopal a l'Índia central. L'estat era petit i no tenia cap poble, només llogarets. El thakur residia a Ramgarh. La població estava per sota els 500 habitants i la superfície per sota dels 3 km². El sobirà portava el títol de rao i era un rajput chauhan; rebia subsidis d'Holkar d'Indore (100 lliures) de Sindhia de Gwalior (681 lliures), de Dewas (10 lliures) i del Principat de Bhopal (70 lliures), en total 861 lliures que compensaven certs drets sobre terres.